# Dialetto oltrepadano
Il dialetto oltrepadano è una varietà della lingua emiliana, appartenente al gruppo linguistico gallo-italico, parlata nell'Oltrepò pavese, la porzione meridionale della provincia di Pavia e nel comune di Pozzol Groppo in provincia di Alessandria. Nel suo Saggio sui dialetti gallo-italici del 1853 Bernardino Biondelli lo classificava come varietà dialettale di tipo emiliano insieme al pavese, nel volume citati unitamente come pavese-vogherese.
Essendo l'area in questione incuneata tra le province di Alessandria, in Piemonte, e quella di Piacenza, in Emilia-Romagna, nonché vicina alla provincia di Genova ma non eccessivamente distante nemmeno da quella di Milano, è impossibile definire questo dialetto come uniformato in tutto l'Oltrepò, malgrado le similitudini dei dialetti nelle differenti zone. Intorno a Voghera, ad esempio, emergono le influenze della lingua piemontese, mentre nelle vicinanze di Broni, Stradella e della bassa Val Versa sono più forti le similitudini con le forme del piacentino parlato in Val Tidone. Nei paesi che si affacciano lungo il Po, vi sono elementi di transizione con il dialetto lomellino.
Sull'Appennino, a sud di Varzi,  si registrano invece mutamenti più marcati, dovuti alla prossimità della lingua ligure soprattutto a Santa Margherita di Staffora e a Brallo di Pregola.
Particolare è il caso di Broni e Stradella, dove la ö, pronunciata nel resto dell'Oltrepò, diventa ô. Ad esempio: Bröd (Brodo), a Broni o Stradella diventa Brôd.

Piantina dei dialetti parlati nell'Oltrepò Pavese e nel territorio piacentino

## Esempio di dialetto dell'Ottocento

### Una nuvela del Bucasc (dialetto di Voghera)

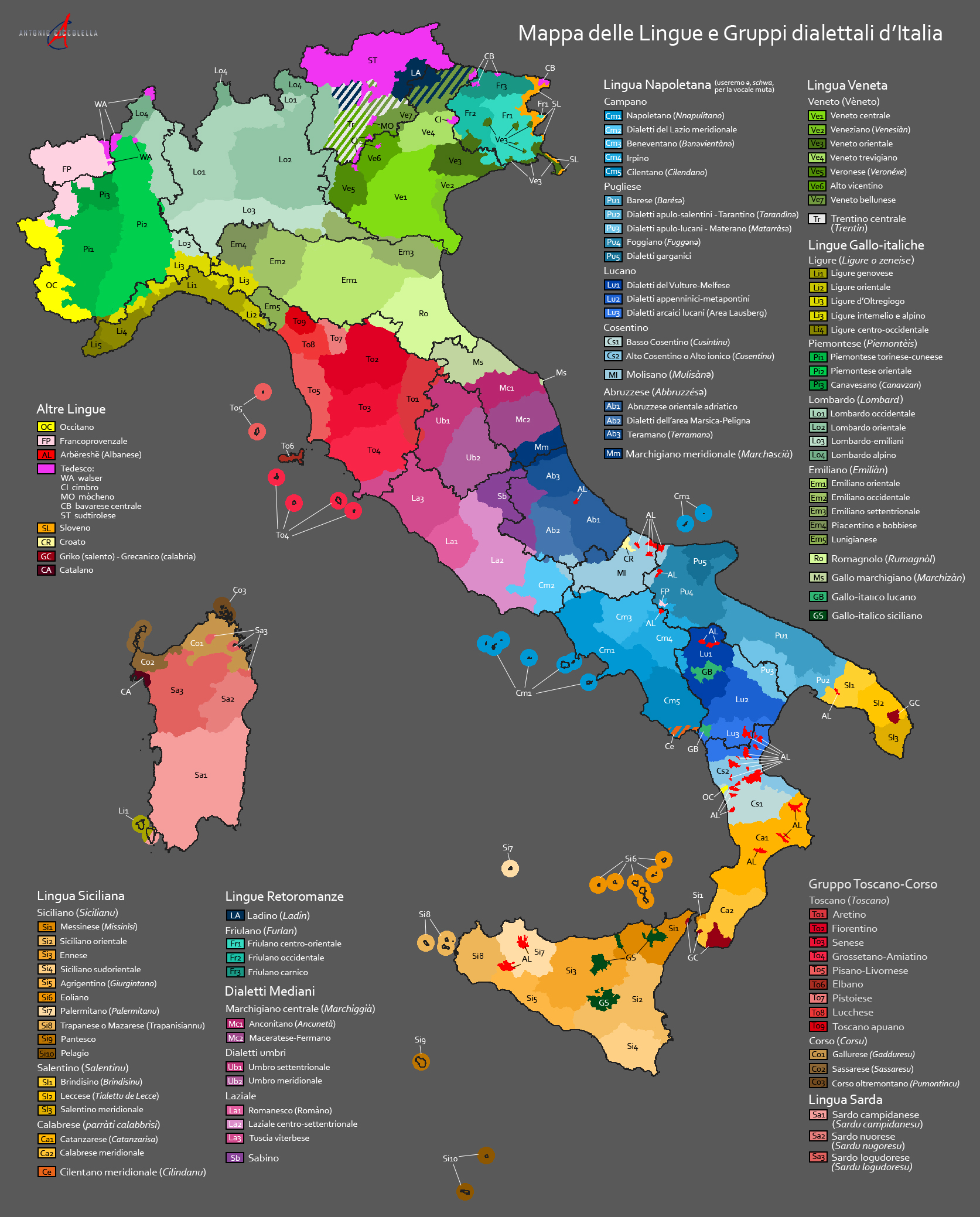
Lingue e dialetti in Italia. L'oltrepadano rientra nell'area linguistica lombardo-emiliana

Dis ädóncä che int i temp dël prim re 'd Cipro, dop la conquistä dlä Terä Säntä fatä dä Gofred äd Büglión, l'è sücess che ünä nobildonä 'd Guäscognä l'è ändatä in pelegrinagg al Sepólcär, e quänd l'è tornaa, ärivaa in Cipro, di bäloss i gh'hän fat di vitüperi. Lee, pödendäs nò consolà, l'ha pensaa ben d'ändàss a lämentà däl re. Ma i gh'hän dii che lü l'erä tänto trascüraa che no sol äl favä nò giüstisiä ai ofes patii dai altär, ma incäsì cui ch'i 'gh favän a lü për gross ch'i füssän ni soportavä, ä lä mirä che se quaich d'ün äl gh'ävivä quaich fastidi, 'l se sfogavä fändägh quaich figürä. Sentendä 'stä robä lä donä, sävendä pär cmè fà pär vendicàss, tant pär consolàss ün poo l'ha pensaa 'd vorè in quaich mänerä fà pentì 'l re dlä sò mänerä 'd fà e, ändändä piänzend dädnäns a lü, la gh'hä dit: "Sciór, mì vän nò a la tò presensä pär vendicàm dl'ingiüriä ch'i m'hän fata, ma in sò ripärässión ët pregh dä möstràm cmè ch'a't fee tì a sofrì cui ch'i 'm disän ch'i 't fän, che inscì impärärö a soportà culä ch'i m'hän fat a mì, ch'ä 't regäläriss volonterä sä podiss, dä già che tì 'l see pörtài inscì ben"

Äl re, fén älór pigär e trascüraa, quasi ch'u 's dessedass dä dormì, cominciändä da l'ingiüriä fatä a culä donä, che l'ha vendicaa teribilment, l'è dventaa tremend cónträ tüti cui che d'älór in pö i han mäncaa 'd rispet ä lä sò coronä.

### La Parabula del Fiö Strasun (dialetto di Broni)
Ün om äl gh'ävivä düü fiö.

E äl second l'ha dit äl sò padär: "O pà, dem lä part dlä robä ch'äm tócä!" e lü äl gh'ha spärtii in tra lór lä sò sostänsä.

E dä lì a poch dì ävend miss tütcoss änsemä, äl fiö därdè äl s'n'è ändat in päis lontän, e là l'ha consümaa tüt äl fat sò ä bägurdà.

E quänd äl gh'ha 'vüü pü gnent, in cól päis ä gh'è stat 'nä grän cäristiä, e l'ha cominsiaa a mäncà 'd tüt äl necessari.

E l'è ändai e 'l s'è miss gió äpress äd vün di äbitänt äd cól päis, ch'äl l'ha mändaa a ünä sò pussión ä cürà i gugnö.

E äl särcavä 'd cävàss lä fam coi giänd ch'ä mängiavän i gugnö, e änsün ä 'gh ni davä.

Ma pö pensänd a la sò sitüäsión, äl s'è miss ä dì: "Qänti servitur in cà 'd mè padär i gh'hann däl pän a brass, e mö chì cräp äd lä fam!

Sältärò sü, ändärò ä cà 'd mè padär e 'gh dirò: O pà, hoo fat di pcaa cónträ däl Signór e incónträ 'd vu!

Ah! ch'ä són pü dägn äd vess ciämaa voss fiö; trätém tärequal vün di voss servitur".

E, sältänd sü, äl s'è portaa dä sò padär; e in cól méntär ch'l'erä äncór lontän, sò padär äl l'ha sgosii, äl s'è miss ä compässión, e 'l gh'è ändat incónträ e, trändägh i brass al col, äl l'ha bäsaa.

E 'l fiö äl gh'ha dit: "O pà, gh'hoo fat di mäncäment cónträ däl Signór e cónträ 'd vu; són piü dägn äd vess ciämaa tò fiö".

E älórä sübet äl padär l'ha comändà ai servitur: "Prest, tirè ä män äl pü bel vestid e metìgäl ädòss, e mätègh in did l'anè e i scarp ai pè;

Mnè chì äl videl grass e mässèl, e ch'äs mängiä e ch'äs stagä in grän ligrìä

pärchè 'stu mé fiö l'erä mort e ädess l'è ärsüssitaa; l'erä pers e äl s'è truvaa" E i hänn cominsaa ä mängià e bev.

Intänt äl prim fiö l'erä in cämpägnä e, tornändä per vnìssän ä cà, l'ha sentii ä sonà e bälà.

E l'ha ciämaa ä vün di sò servitur csa l'erä 'stu bordel.

E lü äl gh'ha rispost: "L'è ärivaa sò frädè, e sò padär l'ha fai mässà ün videl grass, pärchè äl l'ha tornaa ä ved sän e salv".

E lü sübet l'è ändai 'n coldrä, e 'l vorivä pü ändà in cà; äl padär l'è 'gnüü förä e l'ha cominsaa a pregàl.

Ma lü l'ha rispost e l'ha dit ä sò padär: "I henn giämò tänti änn che mì ät serv, e n'hoo mai mäncaa d'obdì ai tò comänd; e mai üna voltä ät m'hee dat ün cravén dä podì god coi mè ämis;

Ma dop ch'è vnüü ä cà 'stu tò fiö ch'l'ha consümaa tüt äl fat sò con di väcass äd donn äd malä vitä, t'hee mässaa 'l videl grass!".

Ma 'l padär äl gh'ha dit: "Oh, äl mè fiö, tì t'è sempär con mì, e tüt quel che gh'hoo l'è tò;

Ma l'erä giüst dä stà älegär e fà festä, pärchè 'stu tò frädè l'erä mort e l'è ärvistaa; l'erä pers, e äl s'è trovaa".

## Lessico

### Cambiamento lessicale nel vogherese
Rispetto alla parlata usata fino agli inizi del '900, il dialetto moderno di Voghera, centro principale dell'Oltrepo', si è modificato, essendosi avvicinato gradualmente al dialetto pavese (lo stesso viene anche definito pavese-vogherese), il quale negli ultimi tempi ha subito sempre maggiormente l'influenza della vicina Milano. L'indiretta influenza del milanese sul vogherese è riscontrabile negli esempi sottostanti:
| milanese  | vogherese moderno | vogherese del novecento |
| vèss      | vèss              | èss                     |
| hinn      | i henn            | i son                   |
| vöna/vüna | vöna/vüna         | öna                     |
| vot       | vot               | ot                      |

Uno dei cambiamenti maggiori avvenuti nel vogherese moderno è la perdita della rotacità nella formazione degli articoli determinativi, tratto ancora distintivo invece del vicino dialetto tortonese.
|             | milanese | vogherese moderno | vogherese del novecento |
| sing. masc. | el       | al                | ar                      |
| sing. fem.  | la       | la                | ra                      |
| pl. fem     | i        | i                 | ar                      |

## Esempio di dialetto moderno

### Indè ch'ȧl cumencia l'Apenen (dialetto di Voghera)
L'Apenén, la cädenä äd muntagn che 'me ‘na spena dursal la traversa tütä la penisula itäliana äl cumencia a l'altässä dël pass dël Türchén, fra Genua Voltri e Lissändria. Un quaidün äl fa l'ipotesi che ‘l nom Apenén äl vena da Pen, äl diu ligür di bosch e di muntagn; da chi lü i sarissan pö derivaa incasì i nom di mont Pëna e Pënës.

### Dand u cmensa l'Apenain (dialetto di Massinigo di Santa Margherita di Staffora)
A i em sémpei ciamei munti, ma in italian i s'ciamo Appennini (Apenain, Apnain, Eipnain, va a savai...). A cadèna d munti ch'a traversa cm'un uson dra schèna tuta l'Italia, a cmensa intei pas du Türcain, da mezo a Zena Vutri e Lisandria *. Un queichdun u diza che u nume u vegna da Pen, signure di boschi e dei muntagne, ch'u niva dra Liguria. D viza che da Pen jen nasii i numi Penna e Pendze asai.

### I numeri in vogherese
1. vön/vöna
2. dü/du
3. trii/tre
4. quatar
5. cinc/cincu
6. ses
7. set
8. vot
9. növ
10. des
11. vöndas
12. dudas
13. tredes
14. quatordas
15. quindas
16. sedes
17. derset
18. dasdot
19. dasnöv
20. vent

### Il Padre Nostro
Padar Noster che t'see int i ciel

ca'l sia santificà 'l to nom

ca 'l vena 'l to regn

ca sia faja la to vuluntà

insì in ciel tant 'me in tera